# Vitkindad tärna
Vitkindad tärna (Sterna repressa) är en fågel i familjen måsfåglar inom ordningen vadarfåglar.

## Utseende och läten
Vitkindad tärna är i det stora hela en typisk Sterna-tärna med sin röda näbb, svarta hätta och grå ovansida, men är avgjort mörkare. Den är relativt lik fisktärnan, men har längre näbb, smalare vingar och mer elegant flykt. I sommardräkt är den mörkare grå ovantill, så att ryggen och övergumpen har samma färg. Även undertill är den grå, så att en smal vit kind mellan den svarta hättan och grå strupen bildas, därav namnet. På så sätt påminner den om skäggtärnan, men har helt andra proportioner. Vingens ovansida i flykten kännetecknas av en ganska bred och suddig grå bakkant. Lätena liknar fisktärnans.

## Utbredning och systematik
Den häckar på öar och utmed kuster vid Röda havet söderut till Somalia och Kenya, österut till Persiska viken och Oman samt lokalt i nordvästra Indien. Merparten är flyttfåglar. Dess vinterkvarter är till största delen okända men tros övervintra till havs utanför västra Indien och i viss utsträckning även utanför östra Afrika. Ett mindre antal övervintrar ute till havs i södra Röda havet utanför Eritrea, utanför Masirah Island i Oman, och utanför Bahrain.
2015 häckade ett par på en plattform i Aqabaviken utanför Eilat, den första konstaterade häckningen i Israel.

## Ekologi
Vitkindad tärna häckar med andra tärnarter i väl utspridda kolonier med 10-200 par, tillfälligtvis upp till 900 par. Häckningen sker på sten-, sand-, grus- eller korallöar, på exponerade sandbankar eller sparsamt bevuxna sanddyner och stränder. Den födosöker relativt nära strand, huvudsakligen över korallrev inom 3 km från kusten, men har setts 10 km ut. Födan består av småfisk och invertebrater.

## Status och hot
Vitkindad tärna minskar i antal, men inte tillräckligt snabbt för att internationella naturvårdsunionen IUCN ska behandla den som hotad. Istället placeras den i kategorin livskraftig.